# Francesco Canova da Milano
Francesco Canova (eller Canona), mer känd som Francesco da Milano, född den 18 augusti 1497 i Monza, död den 15 april 1543 i Milano, var en italiensk kompositör och lutspelare.
Han anses vara en av de största kompositörerna av lutmusik under den italienska renässansen, och en av de främsta utövarna av instrumentalmusik under 1500-talet. Hans unika begåvning gav honom smeknamnet Den gudomlige, som han delade med Michelangelo Buonarroti. 
Med stil och originalitet gjorde han djupa avtryck i Italien och Europa. Det finns vittnesmål från 1500-talet om hans spelskicklighet, både på luta och gamba. 
Canova var en av de första i Italien att sprida de franska sånger som han arrangerade och tog lärdom av. Han var även ledare för en skola för milanesiska lutspelare som hade Norra Italien som centrum.

## Biografi
Canova föddes i Monza den 18 augusti 1497. Som barn fick han lektioner hos virtuosen Giovanni Angelo Testagrossa, lutspelare hos Isabella och Beatrice d'Este vid Gonzagahovet i Mantua. Omkring 1520 flyttade han till Rom för att arbeta som lutspelare hos påvarna Leo X, Adrian VI och Clemens VII.
1528 lämnade Canova Rom och flyttade till norra Italien, troligtvis Piacenza eller Milano, där han verkade som organist. 1530 återkom han till Rom för att tjänstgöra hos kardinalen Ippolito de' Medici.
1535 tjänstgjorde han hos påven Paul III, som utsåg honom till musiklärare för sin brorson Ottavio Farnese (senare hertigen av Parma). En annan av hans elever var lutspelaren Perino Fierention, som påven Paul III 1537 tog emot bland sina musiker för att hedra hans läromästare.
1538, vid Freden i Nice, följde han påven till Nice där han kom i kontakt med Frans I och Karl V. Frans I blev tagen av Canovas begåvning, och det är troligt att Canova under en period bodde och verkade i Paris.
Franscesco Canova dog på okänd plats (troligen i Milano) den 15 april 1543, vid fyrtiofem års ålder. Han begravdes i Milano i kyrkan Chiesa di Santa Maria alla Scala, en kyrka som revs i slutet av 1700-talet för att ge plats åt Teatro alla Scala, (Scalateatern).

## Verk
Bland Francesco da Milanos många kompositioner överväger Fantasie och Ricercari i antal som är samlade i tabulaturböcker för luta. Dessa är ordnade i kronologisk ordning:
- Intabolatura de liuto de diversi, con la Battaglia, et altre cose bellissime, di Messer Francesco da Milano (Venezia, Francesco Marcolini, 1536)
- Intabolatura de lauto de Francesco da Milano, con la Canzon de li Uccelli, la Bataglia francese et altre cose... Libro primo (Venezia, Antonio Gardano, 1546)
- Intabolatura de lauto di Francesco da Milano, De motetti recercari e canzoni francese... Libro secondo (Venezia, Asamladentonio Gardano, 1546)
- Intabolatura di lauto del divino Francesco da Milano, et dell'eccellente Pietro Paulo Borrono da Milano..., opera nuova, e perfettissima sopra qualunque altra intabolatura. Libro secondo (Venezia,1546)
- Intabolatura de lauto di Messer Francesco Milanese et Messer Pierino Fiorentino suo discipulo di recercate madrigali, e canzone francese... Libro terzo (Venezia, Antonio Gardano, 1547)
- Intabolatura de lautto libro settimo. Ricercari novi del divino Messer Francesco da Milano. Estratti da li soi propri esemplari li quali non sono mai più stati visti ne stampati. Aggiontovi alcuni altri recercari di Julio da Modena, intabulati e acomodati... da Jovanni Maria da Crema (Venezia, Giorolamo Scotto, 1548)
- La intabolatura de lauto de diversi autori. Di Francesco da Milano; di Alberto da Mantoa; di Marco da Laquila etc. ... con alcune padouane, et saltarelli novi... (Venezia, Girolamo Scotto, 1563).

## Skivor
- Tsiporah Meiran, Francesco da Milano: Research for Lute  (2010)
- Sandro Volta, Francesco da Milano: Music for Lute by Brilliant Classics (2014)
- Duo Imbesi Zangarà, Francesco da Milano Complete Duets Original works and Joanne Matelart’s Arrangements players Carmelo Imbesi e Carmen Zangarà, Classical Music 3.0, 2021
- Duo Imbesi Zangarà, Francesco da Milano Fantasia a due Liuti from Castelfranco Veneto Manuscript, Single Track, players Carmelo Imbesi e Carmen Zangarà, Classical Music 3.0, 2024